# Polygala translucida
Polygala translucida är en jungfrulinsväxtart som beskrevs av Chod.. Polygala translucida ingår i släktet jungfrulinssläktet, och familjen jungfrulinsväxter. Inga underarter finns listade i Catalogue of Life.